# Yr.no
Yr.no é uma plataforma digital de meteorologia que oferece previsões do tempo e outras informações relacionadas ao clima. A plataforma é resultado de uma parceria entre a Corporação de Radiodifusão Norueguesa e o Instituto Meteorológico Norueguês, e está em funcionamento desde setembro de 2007.
O nome yr significa chuvisco em norueguês.

## Modelos meteorológicos e frequência de atualização
A plataforma utiliza dados do Instituto Meteorológico Norueguês e de outras fontes abertas, como a Organização Europeia para a Exploração de Satélites Meteorológicos, GeoNames, o Instituto Norueguês de Investigação Polar e várias estações meteorológicas privadas.
A plataforma disponibiliza previsões automáticas (em forma de gráficos e mapas) para mais de onze milhões de localidades no mundo, incluindo um milhão na Noruega. Para o território norueguês, há também dados históricos do tempo do último ano, previsões em texto do Instituto Meteorológico Norueguês, imagens de radar e satélite, dados climatológicos e alertas especiais. Além disso, a plataforma conta com notícias e artigos de divulgação científica sobre temas ligados ao tempo e ao clima.
A plataforma disponibiliza gratuitamente parte das suas informações nos formatos JSON e GRIB, permitindo que sejam integradas a outros sites e serviços online.
A plataforma já recebeu diversos prêmios de projeto e inovação desde o seu lançamento.[carece de fontes?] Em 2019, foi premiada pela DOGA com o Merket for god design por uma nova versão do seu aplicativo móvel.[carece de fontes?]